# Каня-Гура
Каня-Гура (пол. Kania Góra) — село в Польщі, у гміні Згеж Згерського повіту Лодзинського воєводства.
Населення — 553 особи (2011).

## Демографія
Демографічна структура станом на 31 березня 2011 року:
|          | Загалом | Допрацездатний вік | Працездатний вік | Постпрацездатний вік |
| -------- | ------- | ------------------ | ---------------- | -------------------- |
| Чоловіки | 274     | 50                 | 201              | 23                   |
| Жінки    | 279     | 56                 | 166              | 57                   |
| Разом    | 553     | 106                | 367              | 80                   |